# Dolores Redondo

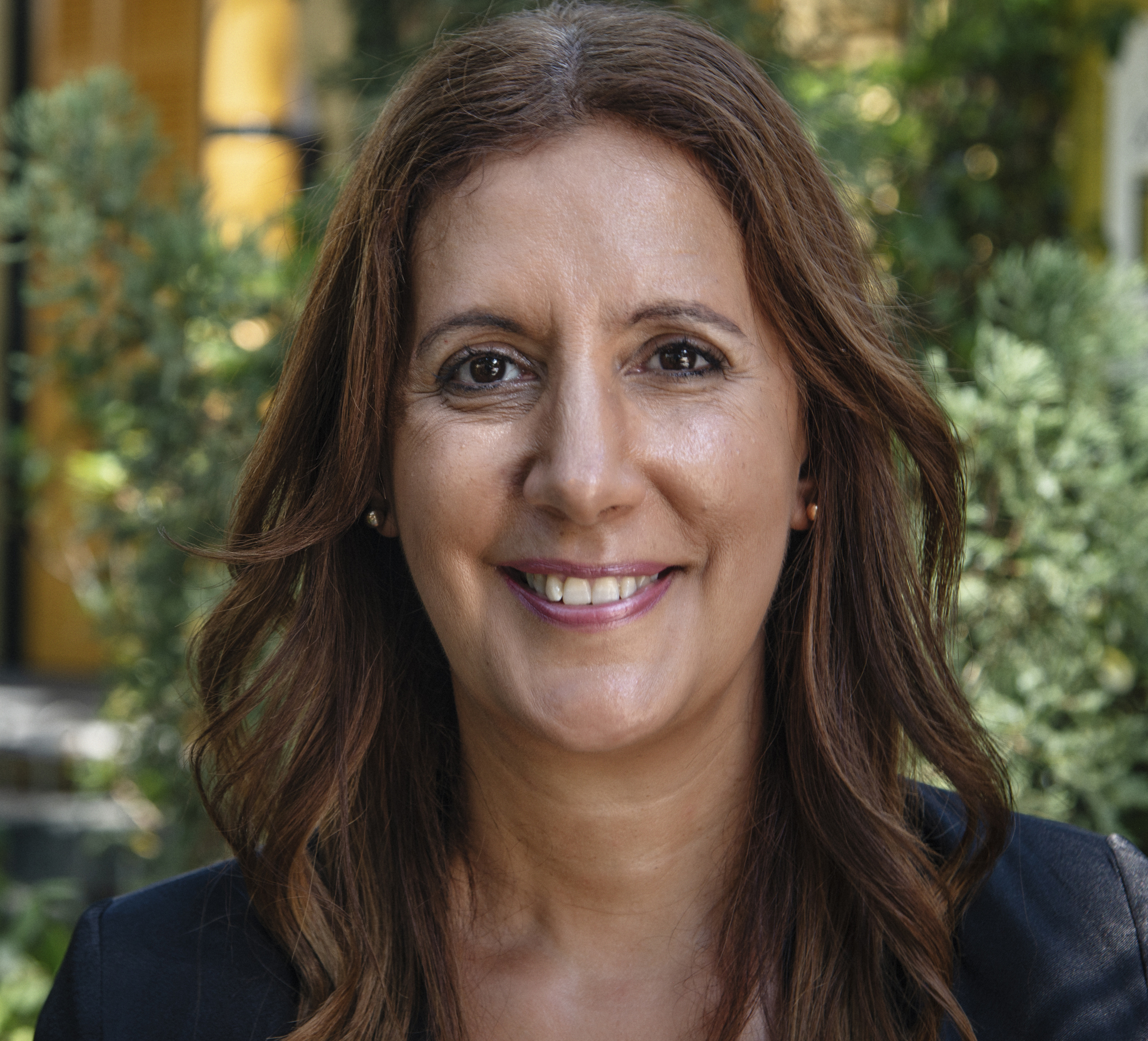
Dolores Redondo im Jahr 2019

Dolores Redondo Meira (* 1. Februar 1969 in Donostia-San Sebastián in der autonomen Gemeinschaft Baskenland) ist eine  spanische Schriftstellerin. Sie ist über Spanien hinaus vor allem als Autorin der im Baskenland handelnden Baztan-Trilogie bekannt.

## Leben
Dolores Redondo wurde 1969 in Donostia-San Sebastián geboren. Sie begann als Jugendliche mit dem Schreiben von Kurzgeschichten. Redondo studierte zunächst Jura, später dann Gastronomie und arbeitete für ein paar Jahre in der Wirtschaft. Ihren ersten Roman Los privilegios del ángel veröffentlichte sie 2009 im Alter von 40 Jahren. In den 2010er Jahren folgte mit der Baztan-Trilogie ihr bis dahin erfolgreichstes literarisches Werk. Die drei Romane erreichten alle Platz eins der spanischen Bestsellerlisten. Allein in Spanien wurden mehr als eine Million Exemplare verkauft und mit der Übersetzung in über 30 Sprachen wurde die Trilogie zu einem der bedeutsamsten Literaturexporte Spaniens in dieser Zeit. Redondo zählt zu den erfolgreichsten Krimiautorinnen Spaniens.
2016 wurde sie für den Roman Alles was ich dir geben will mit dem Premio Planeta, dem höchstdotierten Preis für spanischsprachige Literatur, ausgezeichnet. Zwei Jahre später erhielt sie für dasselbe Werk den italienischen Premio Bancarella.

## Baztan-Trilogie

Die Lage der Provinz Navarra in Spanien

Die Lage der Gemeinde Baztan in der spanischen Provinz Navarra

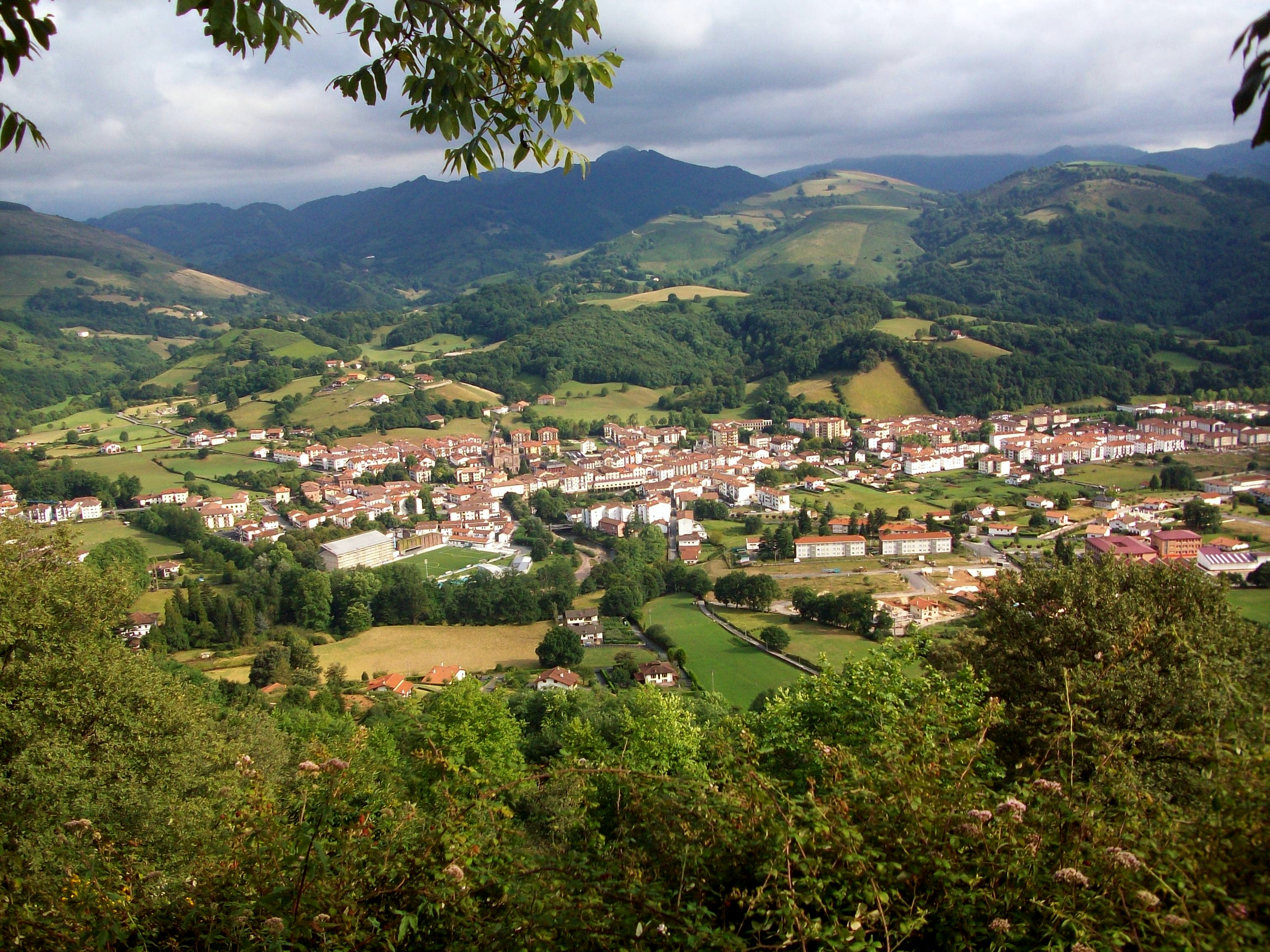
Blick auf Elizondo im Baztan-Tal. Aus diesem Ort stammt die Protagonistin der Trilogie

In der Trilogie um die Kriminalkommissarin Amaia Salazar setzt Redondo dem Baskenland ein literarisches Denkmal. Die Geschichten der drei Romane spielen in der Gemeinde Baztan in der nordspanischen Provinz Navarra und befassen sich neben der eigentlichen Aufklärungsarbeit mit den Besonderheiten der baskischen Bevölkerungen und den Mythen und Riten dieser Region, die durch viel Regen und einsame Nebeltäler gekennzeichnet ist.

### Prequel
2019 erschien mit La cara norte del corazón (Todesspiel. Die Nordseite des Herzens) ein der Trilogie vorausgehender Roman, der im September 2022 auch in deutscher Fassung veröffentlicht wurde. Die Handlung spielt im Jahr 2005 in Quantico im US-Staat Virginia, während Amaia Salazar an einer Schulung der FBI-Akademie teilnimmt. Ihr Dozent Andrew Aloisius Dupree beruft sie in sein Ermittlerteam, das sich in New Orleans vor, während und nach dem Hurrikan Katrina im Jahr 2005 auf die Suche nach einem mysteriösen Serienmörder („Der Komponist“) macht. Der Täter mordet die Überlebenden einer Sturmkatastrophe, wobei er versucht, eine natürliche Todesursache vorzutäuschen. Es handelt sich stets um ein Elternpaar mit drei Kindern sowie einer Großmutter. Die Opfer werden mit der Waffe des Vaters erschossen und nach Norden ausgerichtet. Zudem hinterlegt er am Tatort eine Geige. Eingebettet in die Ermittlungsabläufe erfolgen Rückblenden auf traumatische Geschehnisse aus der Kindheit und Jugend von Amaia Salazar, die Erklärungen für ihre späteren Handlungsweisen in den Folgebänden liefern.

### El guardián invisible(Das Echo dunkler Tage)
Im ersten Teil der Trilogie kehrt die Protagonistin, Kriminalkommissarin Amaia Salazar, in ihre alte Heimat zurück, die sie vor Jahren wegen ihrer Arbeit und familiärer Auseinandersetzungen verlassen hat. Ein Serienmörder hat es in der Gegend des Orts Elizondo auf junge Mädchen abgesehen, die er nach den Morden als Heilige inszeniert.
Eine Verfilmung des Buchs mit dem Titel Das Tal der toten Mädchen erschien im Jahr 2017.

### Legado en los huesos(Die vergessenen Kinder)
Im zweiten Teil der Trilogie hinterlässt ein Vergewaltiger und Mörder eine letzte Nachricht an Amaia Salazar, bevor er sich die Pulsadern aufschneidet. Die nur aus dem Wort „Tarttallo“ bestehende Nachricht bezeichnet ein Wesen aus der baskischen Mythologie. Als es zu weiteren Selbsttötungen unter Mördern kommt, findet Salazar Gemeinsamkeiten zwischen den Fällen heraus und geht diesen auf den Grund.
Eine Verfilmung des Buchs mit dem Titel Das Tal der vergessenen Kinder erschien im Jahr 2019.

### Ofrenda a la tormenta(Der nächtliche Besucher)
Im dritten Teil der Trilogie ermittelt Salazar im Fall einer Kindestötung, und wieder scheint ein mythologisches Wesen des Baskenlands eine Rolle zu spielen. Salazar kann dann jedoch den Kindsvater überführen, stößt aber auf weitere ungeklärte Fälle von getöteten Kindern.
Eine Verfilmung des Buchs mit dem Titel Das Tal der geheimen Gräber erschien im Jahr 2020.

## Preise
- 2016: Premio Planeta für den Roman Todo esto te daré (deutscher Titel: Alles was ich dir geben will)
- 2018: Premio Bancarella für den Roman Tutto questo ti darò (deutscher Titel: Alles was ich dir geben will)

## Veröffentlichungen
- 2009: Los privilegios del ángel
- 2013: El guardián invisible  (deutscher Titel: Das Echo dunkler Tage, ISBN 978-3-426-50252-5)
- 2013: Legado en los huesos (deutscher Titel: Die vergessenen Kinder, ISBN 978-3-404-17145-3)
- 2014: Ofrenda a la tormenta (deutscher Titel: Der nächtliche Besucher, ISBN 978-3-404-17479-9)
- 2016: Todo esto te daré (deutscher Titel: Alles was ich dir geben will, ISBN 978-3-442-75765-7)
- 2019: La cara norte del corazón (deutscher Titel: Todesspiel. Die Nordseite des Herzens, ISBN 978-3-442-77278-0)
- 2022: Esperando al diluvio (deutscher Titel Wenn das Wasser steigt, ISBN 978-3-44277400-5)